# Кайнуу 39
«Кайнуу 39» (фин. Kainuu 39) — финская документальная драма режиссеров Пекки Лехто и Пирьо Хонкасало 1979 года. Главные действующие лица — молодые люди из Кайнуу. В фильме рассказывается о том, что случилось с жителями Суомуссалми в населённом пункте Юнтусранта. Когда Красная Армия заняла эту территорию в первые дни зимней войны осенью 1939 года, жители села не были эвакуированы, поэтому оказались во власти врага и решили сотрудничать с оккупантами. Когда финны отвоевали этот район обратно в декабре — январе, жителям Юнтусранта было предъявлено обвинение в помощи врагу.
Фильм является примером периода т. н. финнизации, и довольно положительно показывает время советской оккупации. В фильме рассказывается о прибывших с песнями русских, о чём местная газета «Кайнуун Саномат» (Kainuun Sanomat) написала «ложь размером с сопку» и добавила: «Но если отбросить шок (если фильм получится смотреть без шока), то в фильме интересно рассказывается о периоде финнизации и происходящем на северо-востоке Финляндии в конце 1930-х годов».
В фильме подчеркивается, что разрушения, как например сожжение школы, в деревне были вызваны лишь со стороны финских солдат. Этот момент поднимается также в разговоре с местной молодежью, показанном в начале фильма в 1979 году. Русские переключают радио c речи Гитлера, которую слушают местные шюцкоры (швед. Skyddskåren — «подразделение охраны»), на московское радио с веселой музыкой на балалайке, и предлагают сельчанам впервые возможность смотреть фильмы. Шюцкоров называют агрессивными, а их главу, сына торговца Корхоса-Микко, сравнивают с Гитлером. В качестве причины возникновения войны подчеркивается гитлеровская Германия и финские шюцкоры, которые «устраивают перестрелки и вечера проходят так, что стёкла в окнах звенят», подготовка к войне ставится под сомнение. В пакте Молотова — Риббентропа не упоминается дополнительного протокола, равно как и выстрелы в Майнила, но это соглашение, как говорят, «возможно, обеспечит мир». Более поздний период эвакуации жителей со стороны Советской Карелии оценивается как хороший: «была работа и зарплата». Возвращение домой в Финляндию описывается как повтор событий 1918 года, когда шюцкоры обращаются с сельскими жителями как с заключёнными красными под проповеди белых священников.
Сразу после пересечения границы жителей села бьют ногами, и они видят, что всё остаётся по-старому.